# 楊洪修
楊 洪修（よう こうしゅう）は、近代における潭腿・査拳の著名な武術家の一人。
中華人民共和国山東省済南の出身。回族のイスラム教僧侶。
民国初年（1912年）に済南鎮守使の馬良将軍が、形意拳の李存義を済南に招き、楊洪修と試合をさせた。この時、楊洪修が勝った。
弟子に、王子平がいる。
| スタブアイコン | サブスタブ | この項目は、まだ閲覧者の調べものの参照としては役立たない、人物に関連した書きかけの項目です。この項目を加筆・訂正などしてくださる協力者を求めています（P:人物伝/PJ:人物伝）。 |